# FinecoBank
FinecoBank S.p.A. — итальянский банк. Специализируется на брокерских услугах, предоставляемых через интернет и сеть финансовых консультантов.

## История
Годом основания считается 1979, когда появилась финансовая компания GI-FIN S.r.l.. Впоследствии она несколько раз меняла название, в 1999 году была перерегистрирована как банк Fin-Eco Banca ICQ. В 2002 году этот банк вошёл в состав банковской группы Capitalia, которая в 2007 году была поглощена банком UniCredit. В 2014 году руководство UniCredit решило выделить Fin-Eco Banca в самостоятельную организацию FinecoBank путём размещения акций на бирже; к 2019 году UniCredit полностью вышел из состава акционеров FinecoBank.
В 2020 году был создан британский филиал FinecoBank International, но в конце 2023 года он был ликвидирован.

## Деятельность
Основные направления деятельности:
- банкинг — обслуживание текущих счетов, выпуск кредитных и дебетовых карт, выдача ипотечных и потребительских кредитов;
- брокерские услуги — операции на фондовых биржах от имени клиентов;
- инвестиции — управление активами клиентов, финансовые консультации.

Банк предоставляет брокерские услуги через интернет и сеть из 2900 независимых консультантов. По состоянию на 2023 год активы банка составляли 33,32 млрд евро, принятые депозиты — 28,44 млрд евро, активы под управлением — 58,02 млрд евро, активы на хранении — 36,10 млрд евро. Выданные кредиты составили 5,54 млрд евро.
В списке крупнейших публичных компаний мира Forbes Global 2000 за 2024 год FinecoBank занял 1363-е место.

## Акционеры
Крупнейшие акционеры по состоянию на конец 2023 года:
- BlackRock — 9.19 %;
- Schroders[англ.] — 5,05 %;
- Capital Research and Management Company — 5,03 %;
- Wellington Management Group — 5,02 %;
- FMR LLC — 4,46 %.